# Concerto Grosso núm. 1 (Bloch)
El Concert Grosso núm. 1 per a orquestra de corda amb piano obligat és un concerto grosso de 1925 compost per Ernest Bloch.
L'obra va ser el primer de dos concerti grossi publicats per Bloch. Segons Alexander J. Morin, l'obra es va crear com a resposta a les queixes dels estudiants de Bloch al Cleveland Institute of Music sobre "les inadequacions de la tonalitat a l'hora de donar forma a la música per al segle vinent".
El crític musical Olin Downes va escriure: «El concert de Bloch va ser, en conjunt, el millor escrit i el més efectiu de les noves obres, tot i que no té part del poder i el color d'altres obres». Un tercer concerto grosso va evolucionar cap a la seva obra Sinfonia Breve.